# Usaia Sotutu
Usaia Naiteitei Sotutu (Tavea, 20 settembre 1948) è un ex mezzofondista e siepista figiano.

## Biografia
Nel corso di una carriera iniziata negli anni '60 e proseguita per tutti gli anni '70 ha rappresentato il suo paese ai Giochi del Sud Pacifico vincendo complessivamente 7 medaglie d'oro individuali (su distanze che spaziavano dai 1500 ai 10000 metri) più una nella staffetta 4×400.
Nel 1972 partecipò alle Olimpiadi di Monaco di Baviera, dove fu portabandiera e gareggiò nei 3000 siepi, 5000 e 10000 metri.
Nel 1993 è stato inserito nella Hall of Fame dello sport figiano.

## Palmarès
| Anno | Manifestazione          | Sede         | Evento      | Risultato | Prestazione | Note |
| ---- | ----------------------- | ------------ | ----------- | --------- | ----------- | ---- |
| 1966 | Giochi del Sud Pacifico | Nouméa       | 10000 metri | Bronzo    |             |      |
| 1966 | Giochi del Sud Pacifico | Nouméa       | 3000 siepi  | Oro       |             |      |
| 1969 | Giochi del Sud Pacifico | Port Moresby | 5000 metri  | Bronzo    |             |      |
| 1969 | Giochi del Sud Pacifico | Port Moresby | 10000 metri | Oro       |             |      |
| 1969 | Giochi del Sud Pacifico | Port Moresby | 3000 siepi  | Oro       |             |      |
| 1971 | Giochi del Sud Pacifico | Pirae        | 5000 metri  | Oro       |             |      |
| 1971 | Giochi del Sud Pacifico | Pirae        | 10000 metri | Oro       |             |      |
| 1971 | Giochi del Sud Pacifico | Pirae        | 3000 siepi  | Oro       |             |      |
| 1971 | Giochi del Sud Pacifico | Pirae        | 4×400 metri | Oro       |             |      |
| 1975 | Giochi del Sud Pacifico | Tumon        | 1500 metri  | Oro       |             |      |
| 1975 | Giochi del Sud Pacifico | Tumon        | 10000 metri | Bronzo    |             |      |
| 1975 | Giochi del Sud Pacifico | Tumon        | 3000 siepi  | Argento   |             |      |
| 1979 | Giochi del Sud Pacifico | Suva         | 1500 metri  | Argento   |             |      |
| 1979 | Giochi del Sud Pacifico | Suva         | 3000 siepi  | Argento   |             |      |